# Canton de Saint-Paterne
Le canton de Saint-Paterne est une ancienne division administrative française située dans le département de la Sarthe et la région Pays de la Loire.

## Géographie
Ce canton était organisé autour de Saint-Paterne dans l'arrondissement de Mamers. Son altitude variait de 73 m (Fyé) à 242 m (Ancinnes) pour une altitude moyenne de 165 m.

## Histoire
De 1833 à 1848, les cantons de La Fresnaye et de Saint-Paterne avaient le même conseiller général. Le nombre de conseillers généraux était limité à trente par département.

## Administration

### Conseillers généraux de 1833 à 2015
| Période | Période      | Identité                                             | Étiquette                 | Qualité                                                                                                  |
| ------- | ------------ | ---------------------------------------------------- | ------------------------- | --- |
| 1833    | 1874         | Comte Hortensius Rousselin de Corbeau de Saint-Albin |                           | Conseiller à la cour d'appel de Paris, propriétaire du château du Chevain, député (1837-1849)            |
| 1874    | 1880         | Fernand de Perrochel                                 | Droite                    | Député (1876-1881), propriétaire, maire de Grandchamp                                                    |
| 1880    | 1891 (décès) | Edmond Briffaut                                      | Républicain               | Maire d'Oisseau                                                                                          |
| 1891    | 1910 (décès) | Edmond Thureau                                       | Républicain               | Maire de Gesnes-le-Gandelin                                                                              |
| 1910    | 1920 (décès) | Léon Lecamus                                         | Rad.                      | Maire de Gesnes-le-Gandelin                                                                              |
| 1920    | 1940         | Pierre-Louis Blin                                    | Rad.ind.                  | Agriculteur éleveur étalonnier, conseiller municipal de Fyé, nommé conseiller départemental en 1943      |
| 1945    | 1949         | Pierre-Louis Blin                                    | Rad.ind.                  | Agriculteur, conseiller municipal de Fyé                                                                 |
|         |              |                                                      |                           | |
| 1949    | 1979         | Constant Garnier (1908-1991)                         | DVG puis Républicain ind. | Cultivateur exploitant Maire de Moulins-le-Carbonnel                                                     |
| 1979    | 1998         | Jacques Tirouflet                                    | RPR                       | Administrateur de sociétés, vice-président du conseil général, maire de Moulins-le-Carbonnel (1983-1995) |
| 1998    | 2015         | Bernard Petiot                                       | DVD, puis UMP             | Dessinateur industriel, président de la CC des Portes du Maine Normand, maire de Chérisay (1983-2014)    |

Jacques Tirouflet a été nommé conseiller général honoraire du canton par arrêté préfectoral du 7 janvier 2003.
Le canton participe à l'élection du député de la première circonscription de la Sarthe.

### Conseillers d'arrondissement (de 1833 à 1940)
| Période                                  | Période | Identité          | Étiquette | Qualité |
| ---------------------------------------- | ------- | ----------------- | --------- | --- |
| 1833                                     |         | M. Guyon-Fontaine |           | Maire de Fyé                                                                                                |
|                                          |         |                   |           | |
| 18 déc.1910                              |         | M. Repussard      |           | |
|                                          |         |                   |           | |
| 1925                                     | 1940    | Victor Bernard    | Rad.      | Propriétaire-cultivateur, maire de Champfleur                                                               |
| 1940                                     |         |                   |           | Les conseils d'arrondissement ont été suspendus par la loi du 12 octobre 1940 et n'ont jamais été réactivés |
| Les données manquantes sont à compléter. |         |                   |           | |

## Composition

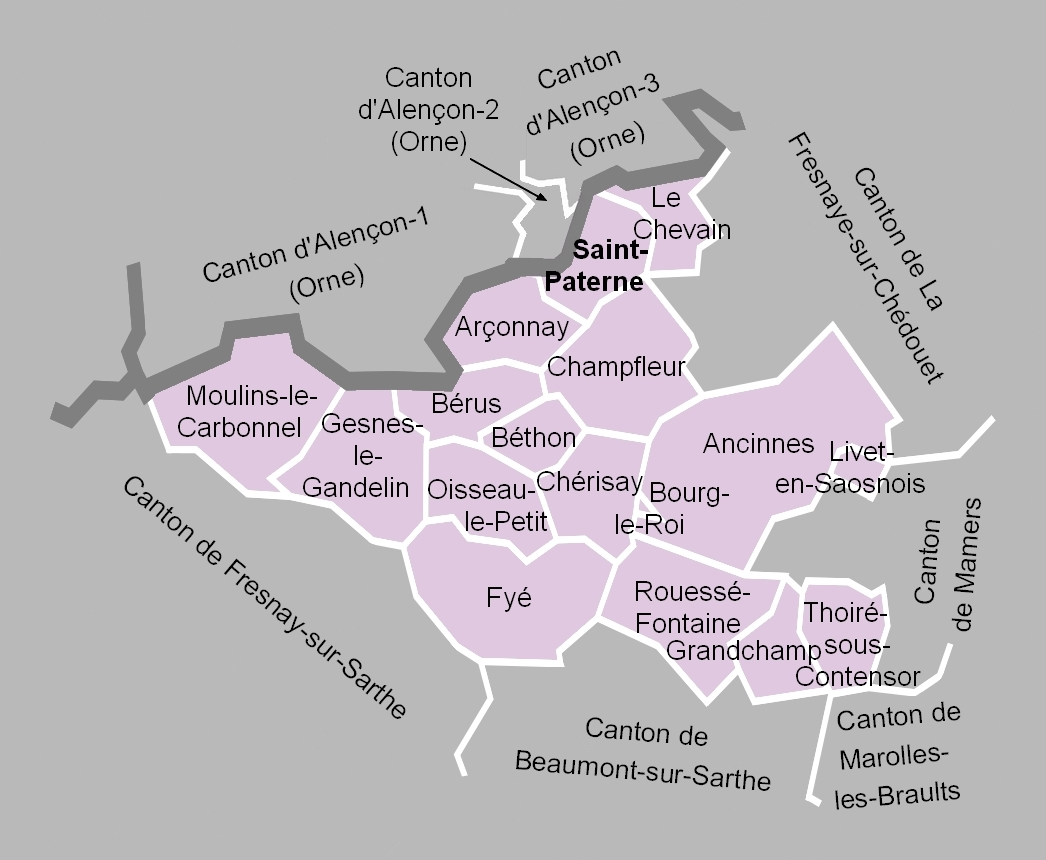
La carte des communes du canton. Les cantons limitrophes étaient ceux d'Alençon-1, d'Alençon-2, d'Alençon-3, de La Fresnaye-sur-Chédouet, de Mamers, de Marolles-les-Braults, de Beaumont-sur-Sarthe et de Fresnay-sur-Sarthe.

Le canton de Saint-Paterne comptait 11 813 habitants en 2012 (population municipale) et regroupait dix-sept communes :
- Ancinnes ;
- Arçonnay ;
- Bérus ;
- Béthon ;
- Bourg-le-Roi ;
- Champfleur ;
- Chérisay ;
- Le Chevain ;
- Fyé ;
- Gesnes-le-Gandelin ;
- Grandchamp ;
- Livet-en-Saosnois ;
- Moulins-le-Carbonnel ;
- Oisseau-le-Petit ;
- Rouessé-Fontaine ;
- Saint-Paterne ;
- Thoiré-sous-Contensor.

À la suite du redécoupage des cantons pour 2015, les communes d'Arçonnay, Champfleur, Le Chevain et Saint-Paterne sont rattachées au canton de Mamers et les communes d'Ancinnes, Bérus, Béthon, Bourg-le-Roi, Chérisay, Fyé, Gesnes-le-Gandelin, Grandchamp, Livet-en-Saosnois, Moulins-le-Carbonnel, Oisseau-le-Petit, Rouessé-Fontaine et Thoiré-sous-Contensor à celui de Sillé-le-Guillaume.
Contrairement à beaucoup d'autres cantons, le canton de Saint-Paterne n'incluait aucune commune supprimée depuis la création des communes sous la Révolution.

## Démographie
| 1962  | 1968  | 1975  | 1982  | 1990   | 1999   | 2006   | 2011   | 2012   |
| ----- | ----- | ----- | ----- | ------ | ------ | ------ | ------ | ------ |
| 6 750 | 6 849 | 7 798 | 9 777 | 10 445 | 10 778 | 11 579 | 11 868 | 11 813 |